# Jean d'Aucy
Jean d'Aucy est un franciscain de l'Observance, présent au couvent des cordeliers de Nancy de la fin des années 1530 au moins jusqu’à sa mort, survenue en 1566. On lui doit deux généalogies princières sous forme d’épitomés. 

## Sa vie

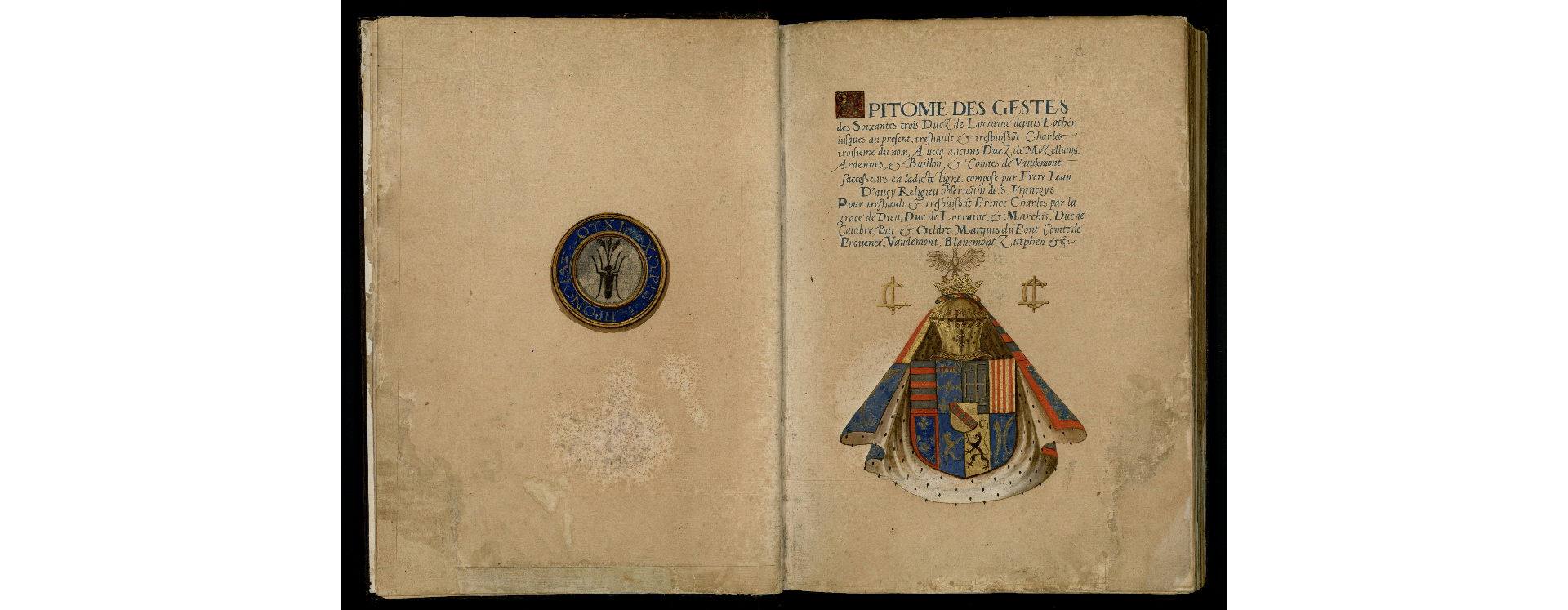
Marque de Jean d'Aucy (page de gauche)

Jean d’Aucy était probablement lorrain. D’une part, certains religieux de son ordre l’ont affirmé ; d’autre part, quand il évoque la Lorraine, il dit machinalement « notre Lorraine » ou « notre duché ». Son nom, sous diverses graphies, était courant en Bourgogne, en Champagne et dans le Toulois. Il pourrait être originaire du Bassigny, où était implantée une noble famille d’Aucy, qui tenait de nombreux fiefs et occupait des charges importantes. Dans ce cas, il aurait sans doute prononcé ses vœux au couvent de Neufchâteau, qui était, comme celui de Nancy, tenu par les observantins.
Jean d’Aucy n’a apparemment pas exercé de responsabilités au sein de son ordre. Il fut seulement vicaire de son couvent en l’absence du gardien. C’était notamment le cas en mai 1539, lorsqu’il fut amené à veiller la défunte duchesse de Lorraine. Le nécrologe de son couvent le présente comme « prédicateur et confesseur » en cour ducale, et signale qu’il fut toute sa vie « historiographe des très illustres ducs et princes de Lorraine ». Dès les années 1540, il correspondait avec l’archidiacre de Verdun Richard de Wassebourg, qui travaillait à ses Antiquités de la Gaule Belgique. En 1547, le héraut d’armes Émond du Boullay, qui se consacrait lui aussi à des recherches historiques, dit avoir trouvé conseil auprès de Jean d’Aucy, « pour un homme de son ordre suffisamment expert ès antiquités des pays ».
Au début des années 1550, Jean d’Aucy s’est appliqué, sur commande, à la rédaction de deux épitomés : le premier, sur la succession des comtes de Boulogne, était destiné à Catherine de Médicis, héritière par sa mère de la maison de Boulogne ; le second, sur les gestes des ducs de Lorraine, devait contribuer à l’éducation du jeune duc Charles III, élevé à la cour de France. Au cours de l’année 1557, Jean d’Aucy est allé lui-même à Paris remettre ses épitomés à leurs destinataires respectifs.
En mai 1566, il fit un séjour aux bains de Plombières « pour le recouvrement de sa santé ». Le nécrologe de son couvent fixe sa mort, survenue à un « âge vénérable », au 23 juillet suivant.

## Ses écrits

### Épitomé de l’origine et succession de la comté de Boulogne
Le manuscrit original remis à Catherine de Médicis a été conservé. Dans son épître dédicatoire, datée du 19 mars 1554(1555 selon le nouv. style), Jean d’Aucy explique qu’il a été sollicité par la cour ducale, mais aussi par ses supérieurs et en particulier par deux religieux de son ordre qui étaient « dévots orateurs » de la reine.
Toutefois son intérêt pour l’histoire des comtes de Boulogne devait être beaucoup plus ancien. D’une part, en approfondissant ses recherches sur les antiquités lorraines, il était nécessairement amené à s’intéresser aussi à la maison de Boulogne, puisque Godefroy de Bouillon, fils d’Eustache II de Boulogne, était traditionnellement présenté comme ancêtre des ducs de Lorraine. Il y avait ainsi des croisements généalogiques. D’autre part, il a pu être influencé ou guidé dans cette voie par le gardien de son couvent, Bonaventure Rennel. Ce personnage, présent à Nancy dès les années 1500, était originaire de Boulogne. Comme il fut à trois reprises ministre provincial et que la province franciscaine de France allait de la Normandie à la Lorraine, on peut penser qu’il eut plusieurs fois l’occasion de retourner dans sa ville natale. Jean d’Aucy a dû l’accompagner en certaines circonstances, car il signale, dans une note marginale de son épitomé, qu’il a eu l’occasion de consulter certaines archives conservées à l’échevinage de Boulogne.
Le manuscrit en question est beau, clairement organisé. La première partie comporte les notices sur chaque règne, plutôt sommaires, avec, pour chacune, le « blason des armoiries » ; la seconde, qui contient une vingtaine d’arbres généalogiques, finement dessinés, s’achève par la branche des derniers enfants royaux. Jean d’Aucy indique ses sources au début, mais les chroniques alléguées n’ont apparemment pas été conservées.
En décembre 1574, Didier Richier, qui allait devenir poursuivant d’armes peu après, a offert pour étrennes à la duchesse de Lorraine Claude, fille de Catherine de Médicis, une copie de cet épitomé de Jean d’Aucy, avec des blasons peints. Comme le volume est également conservé, on peut le comparer à celui qui fut fait pour Catherine de Médicis vingt ans plus tôt. En dépit de quelques variantes, ils sont très voisins.

### Épitomé des gestes des soixante-trois ducs de Lorraine
Là encore, l’original remis au jeune duc Charles III a été conservé. Il a gardé sa reliure d’origine, contrairement à l’épitomé des comtes de Boulogne. Il est beaucoup plus volumineux, mais il ne comporte pas d’arborescences. L’épître dédicatoire est datée de juillet 1556, sans indication de jour. Elle est suivie de deux dissertations. La première vise à démontrer, par diverses chartes, que la Lorraine ne tient pas son nom de Lothaire, petit-fils de Charlemagne, mais de Lother, neveu de Jules César, ce qui prouverait que la souveraineté des ducs est bien antérieure au règne carolingien. La seconde dissertation décrit « l’étendue et singularité » du duché de Lorraine, sorte d’inventaire des richesses naturelles du sol et des rivières, que l’on trouve aussi en tête d’autres généalogies produites à l’époque. Quant aux filiations évoquées, passant par les rois de Jérusalem, on sait depuis longtemps qu’elles sont fausses. Mais peu importe, comme les autres historiographes de son siècle, Jean d’Aucy a eu soin, en toute bonne foi, d’enraciner le passé de ses princes dans la chrétienté tout autant que dans l’histoire antique.
Ce second épitomé, tout comme le premier, n’a pas été imprimé, mais de nombreuses copies en ont été faites. Certaines comportent une dédicace au régent Nicolas de Vaudémont, oncle de Charles III ; d’autres à Anne de Lorraine, sœur du régent. Certaines sont abrégées, d’autres augmentées. Au XVIIe siècle, des copistes ont gonflé les notices des derniers ducs, ont inséré en français l’épopée de René II telle qu’elle figure dans la Nancéide de Pierre de Blarru et, bien évidemment, ont ajouté les règnes de Charles III et de ses successeurs. Seul le manuscrit original permet de connaître les dimensions exactes du travail de Jean d’Aucy.
La comparaison des deux manuscrits de 1555-1557 et de la copie de 1574 présentent suffisamment de similitudes pour laisser penser que leur réalisation matérielle pourrait être due à Didier Richier, dont on a parlé. Dans les années 1550, il était déjà installé à Nancy en qualité de « peintre », après une longue période de formation en Italie. Sa position sociale et familiale lui permettait de répondre pleinement à l’entreprise de Jean d’Aucy.

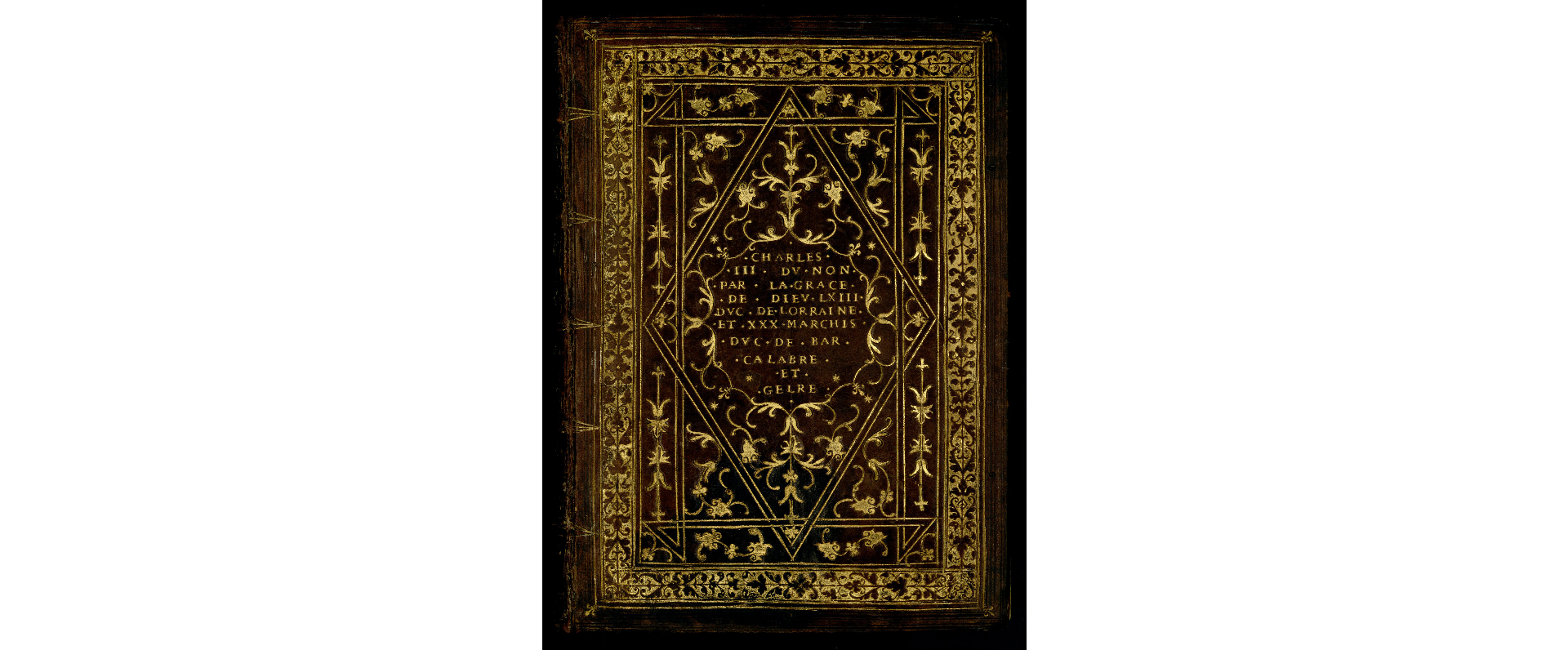
Reliure du manuscrit offert au duc de Lorraine Charles III

En définitive, les travaux de Jean d’Aucy se situent dans la lignée des ouvrages historiographiques de la Renaissance, sans grande originalité. On les a lus et cités jusqu’au XVIIIe siècle. Même s’ils développent des systèmes erronés, comme beaucoup d’autres, ils témoignent d’un certain mode nouveau d’investigation et surtout de la volonté de servir le pouvoir princier, qui avait besoin pour assurer son avenir de se doter d’un passé lumineux.
Notons que, dans son épitomé sur les ducs de Lorraine, Jean d’Aucy se réfère plusieurs fois à une « grande histoire » de Lorraine qu’il aurait eue en chantier. Mais il semble bien que ce projet de longue haleine n’ait pas abouti. En tout cas, on n’en a pas gardé trace. 